# Dvärgskinnbaggar
Dvärgskinnbaggar (Ceratocombidae) är en familj av insekter. Enligt Catalogue of Life ingår dvärgskinnbaggar i överfamiljen Dipsocoroidea, ordningen halvvingar, klassen egentliga insekter, fylumet leddjur och riket djur, men enligt Dyntaxa är tillhörigheten istället ordningen halvvingar, klassen egentliga insekter, fylumet leddjur och riket djur. Enligt Catalogue of Life omfattar familjen Ceratocombidae 7 arter. 
Kladogram enligt Catalogue of Life och Dyntaxa:
| Dvärgskinnbaggar | \| \| Ceratocombus \| \| \| \| \| \| Leptonannus \| \| \| \| |
|                  | \| \| Ceratocombus \| \| \| \| \| \| Leptonannus \| \| \| \| |
|                  | Pysslingskinnbaggar                                          |
|                  |                                                              |
|                  | Schizopteridae                                               |
|                  |                                                              |
|                  | Ceratocombus                                                 |
|                  |                                                              |
|                  | Leptonannus                                                  |
|                  |                                                              |

|  | Ceratocombus |
|  |              |
|  | Leptonannus  |
|  |              |